# Mezey Albert
Mezey Albert (Erdély, 1844. augusztus 14. – Zilah, 1914. február 26.) királyi kúriai bíró.

## Életútja
Nemesi család sarja. 1855-ben a zilahi gimnáziumban kezdte tanulását; szülőfalujában Urházy György ottani pap vette pártfogásába. A jogot Eperjesen hallgatta és 1866-ban végezte; ekkor ügyvédi irodába ment gyakorlatra. 1867-ben a megyék szervezésekor tiszteletbeli aljegyző lett és októberben telekkönyvi segédelőadó. 1869. januárban valóságos megyei törvényszéki ülnökké választatott és 1871-ben a zilahi királyi törvényszékhez bíróvá neveztetett ki. 1874-ben a zilahi református egyház képviseleti közgyűlésének lett tagja, majd ugyanott presbiter és még ugyanazon évben a zilahi református egyház képviselőnek küldte a szilágy-szolnoki egyházmegye gyűlésére, ahol 1875-ben megyei ülnökké is választatott; 1881-ben a budapesti királyi ítélőtáblához kisegítő előadóul helyeztetett át. 1878-ban jelen volt az erdélyi református egyház kerületi gyűlésén; azóta részt vett a kerületi gyűléseken. Tagja volt a Zilahon 1873-ban keletkezett tanügyi körnek és e kör által rendezett felolvasásokban ő is részt vett; 1876-tól 1881-ig mint a zilahi kaszinó elnöke szolgálta a közügyet. Szilágy megye közgyűlésének is tagja volt és Deák Ferenc arcképének leleplezésekor ő mondta az emlékbeszédet. Az 1881. október 31-től november 24-ig tartott reformált egyházi debreceni zsinatra az erdélyi református egyházkerület választotta őt képviselővé és mindvégig tevékeny részt vett a tanácskozásokban. Ezután kúriai bíró volt Budapesten.
A Zilahy testvérekkel barátságot kötvén, ő is fellépett az irodalomban és 1863-tól 1867-ig néhány költeménye jelent meg a lapokban. Szász Gerővel és a két Zilahy fiúval részt vett egy költői versenyben; költeményei közül ekkor: Husz év mulva (a Fővárosi Lapokban), Az első babér (az Ország-Világban) jelentek meg.
Költeménye Lenau után a Nővilágban (1863); cikke: Herder és Göthe mint szabadkőmívesek a Korunk Tárczájában (1865. 35. sz.).